# دالي إيفانز
دالي إيفانز (بالإنجليزية: Dale Evans)‏ هو لاعب كرة قدم أمريكية أمريكي، ولد في 9 فبراير 1937 في Pierce, West Virginia ‏ في الولايات المتحدة، وتوفي في 7 مايو 2014 في سبارتانبرغ في الولايات المتحدة.

## وصلات خارجية
- دالي إيفانز على موقع مرجع كرة القدم المحترفة.كوم (الإنجليزية)